# Liste von Kraftwerken im Iran
Die Kraftwerke im Iran werden sowohl auf einer Karte als auch in Tabellen (mit Kennzahlen) dargestellt. Die Liste ist nicht vollständig.

## Installierte Leistung und Jahreserzeugung
Im Jahre 2011 lag die Islamische Republik Iran bezüglich der jährlichen Erzeugung mit 225,8 Mrd. kWh an Stelle 21 und bezüglich der installierten Leistung mit 65.310 MW an Stelle 15 in der Welt.
| Amir Kabir |

| Asaluyeh |

| Buschehr |

| Damavand |

| Dez |

| Fars |

| Gilan |

| Got |

| Isfahan Süd |

| Karche |

| Kazeroon |

| Kerman |

| Neishabour |

| K1 |

| K2 |

| K3 |

| K4 |

| Marun |

| Montazare |

| Parand |

| Sefid |

| Seimare |

| Shahid |

| Shirvan |

| Siah Bisheh |

## Kalorische Kraftwerke
| Name des Kraftwerks       | Installierte Leistung (MW) | Brennstoff | Status     |
| ------------------------- | -------------------------- | ---------- | ---------- |
| Kraftwerk Asaluyeh        | 954                        | Erdgas     | in Betrieb |
| Kraftwerk Damavand        | 2.862                      | Erdgas     | in Betrieb |
| Kraftwerk Fars            | 1.035                      | Erdgas     | in Betrieb |
| Kraftwerk Gilan           | 1.305                      | Erdgas     | in Betrieb |
| Kraftwerk Isfahan Süd     | 954                        | Erdgas     | in Betrieb |
| Kraftwerk Kazeroon        | 1.370                      | Erdgas     | in Betrieb |
| Kraftwerk Kerman          | 1.912                      | Erdgas     | in Betrieb |
| Kraftwerk Montazare Ghaem | 997                        | Erdgas     | in Betrieb |
| Kraftwerk Neishabour      | 1.040                      | Erdgas     | in Betrieb |
| Kraftwerk Parand          | 960                        | Erdgas     | in Betrieb |
| Kraftwerk Shahid Rajai    | 2.042                      | Erdgas     | in Betrieb |
| Kraftwerk Shirvan         | 1.431                      | Erdgas     | in Betrieb |

## Kernkraftwerke
| Name     | Block | Reaktor- typ | Modell     | Status     | Leistung [MWe] | Leistung [MWe] | Therm. Leistung [MWt] | Bau- beginn | Erste Kritikalität | Erste Netz- synchro- nisation | Kommer- zieller Betrieb (geplant) | Abschal- tung (geplant) | Ein- spei- sung [TWh] |
| Name     | Block | Reaktor- typ | Modell     | Status     | Netto          | Brutto         | Therm. Leistung [MWt] | Bau- beginn | Erste Kritikalität | Erste Netz- synchro- nisation | Kommer- zieller Betrieb (geplant) | Abschal- tung (geplant) | Ein- spei- sung [TWh] |
| -------- | ----- | ------------ | ---------- | ---------- | -------------- | -------------- | --------------------- | ----------- | ------------------ | ----------------------------- | --------------------------------- | ----------------------- | --------------------- |
| Buschehr | 1     | PWR          | VVER V-446 | In Betrieb | 915            | 1000           | 3000                  | 01.05.1975  | 08.05.2011         | 03.09.2011                    | 23.09.2013                        | –                       | 45,95                 |
| Buschehr | 2     | PWR          | VVER       | In Bau     | 974            | 1057           | 3012                  | 27.09.2019  | –                  | –                             | –                                 | –                       | –                     |

1. ↑  V-528 VVER-1000 AES-92 GIII+

## Wasserkraftwerke
| Name des Kraftwerks | Installierte Leistung (MW) | Fluss       | Status                |
| ------------------- | -------------------------- | ----------- | --------------------- |
| Amir Kabir          | 90                         | Karadsch    | in Betrieb            |
| Dez                 | 520                        | Dez         | in Betrieb            |
| Gotvand             | 1.000                      | Karun       | in Betrieb            |
| Karche              | 520                        | Karche      | in Betrieb            |
| Choda Afarin        | 102                        | Aras        | in Betrieb, im Ausbau |
| Karun 1             | 2.000                      | Karun       | in Betrieb            |
| Karun 2             | 2.000                      | Karun       | in Betrieb            |
| Karun 3             | 2.280                      | Karun       | in Betrieb            |
| Karun 4             | 1.000                      | Karun       | in Betrieb            |
| Marun               | 150                        | Marun       | in Betrieb            |
| Rudbar-Lorestan     | 450                        | Rudbar      | in Betrieb            |
| Sardasht            | 150                        | Kleiner Zab | in Betrieb            |
| Siah Bisheh         | 1.040                      | Tschalus    | in Betrieb            |
| Sefid Rud           | 87                         | Sefid Rud   | in Betrieb            |
| Seimare             | 480                        | Seimare     | in Betrieb            |

## Windparks
Laut The Wind Power waren im Oktober 2015 in der sogenannten Islamischen Republik neun Windparks erfasst (zum Teil handelt es sich dabei aber um einzelne WKA). In der Tabelle sind die nach installierter Leistung drei größten Windparks aufgeführt.
| Name des Windparks | Installierte Leistung (MW) | Anzahl | Status     |
| ------------------ | -------------------------- | ------ | ---------- |
| Windpark Binalood  | 28,38                      | 43     | in Betrieb |
| Windpark Kahak     | 20                         | 8      | in Betrieb |
| Windpark Manjil 6  | 55,44                      | 84     | in Betrieb |